# 차수 (군사)
차수(次帥)는 조선민주주의인민공화국의 군인 계급으로 대장보다 높고 인민군 원수보다 낮다. 조선인민군은 계급 인플레이션이 심하며 김일성 일족과 그렇지 않은 사람의 구분이 매우 크기 때문에 조선인민군 대장은 사실상 다른 나라 군대의 중장과 동일한 역할을 하고 있으며 조선인민군 대장과 타국의 중장은 둘 다 군단장급 계급이다. 이로 인해 차수는 실질적으로 대장 역할을 하기 위해 억지로 만든 계급이다. 
실제로도 대장이 4성 장군이며 원수가 5성 장군이기 때문에 이 계급을 대한민국 국군 계급 식으로 환산하자면 4.5성 장군이라는 희한한 계급이 된다.
더군다나 이 계급은 이상한 점이 하나 더 있는데 해군이든 공군이든 해병대이든 대장에서 차수로 진급하면 군종은 무조건 육군으로, 병과는 무조건 보병으로 변경된다는 점이다. 실제로도 김일철 조선인민군 해군 대장이 차수로 진급하자 해군에서 육군으로 군종이 변경되었다. 조선인민군에서 수관급 장교는 무조건 육군밖에 없기 때문이다.

## 조선인민군 차수 목록

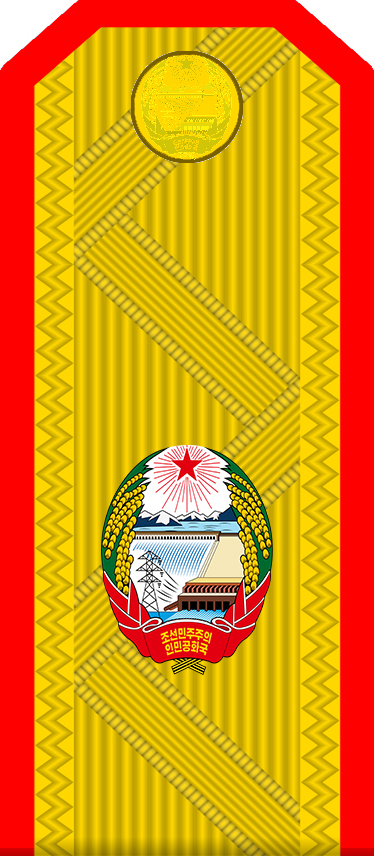
공화국 차수 계급장 (1953년에 최용건은 수여 받음)

인민군 차수 계급장 (1985년부터 사용함)

| №  | 이름                 | 차수 계급 수여받음의 날짜 |
| -- | -------------------- | ------------------------- |
| 1  | 최용건 (공화국 차수) | 1953년 2월 7일            |
| 2  | 오진우               | 1985년 4월 14일           |
| 3  | 주도일               | 1992년 4월 20일           |
| 4  | 리을설               | 1992년 4월 20일           |
| 5  | 최광                 | 1992년 4월 20일           |
| 6  | 최인덕               | 1992년 4월 20일           |
| 7  | 백학림               | 1992년 4월 20일           |
| 8  | 리두익               | 1992년 4월 20일           |
| 9  | 김봉률               | 1992년 4월 20일           |
| 19 | 김광진               | 1992년 4월 20일           |
| 11 | 김익현               | 1994년 4월 15일           |
| 12 | 조명록               | 1995년 10월 8일           |
| 13 | 리하일               | 1995년 10월 8일           |
| 14 | 김영춘               | 1995년 10월 8일           |
| 15 | 김일철               | 1997년 4월 13일           |
| 16 | 전재선               | 1997년 4월 13일           |
| 17 | 박기서               | 1997년 4월 13일           |
| 18 | 리종산               | 1997년 4월 13일           |
| 19 | 김룡연               | 1998년 9월                |
| 20 | 리용무               | 1998년 9월                |
| 21 | 장성우               | 2002년 4월                |
| 22 | 리영호               | 2010년 9월 27일           |
| 23 | 김정각               | 2012년 2월 15일           |
| 24 | 최룡해               | 2012년 4월 7일            |
| 25 | 현철해               | 2012년 4월 7일            |
| 26 | 현영철               | 2012년 7월 16일           |
| 27 | 황병서(강등됨)       | 2014년 4월 26일           |
| 28 | 리명수               | 2016년 4월 14일           |
| 29 | 박정천               | 2020년 5월 23일           |
| 30 | 김정관               | 2021년 2월 25일           |
| 31 | 권영진               | 2021년 2월 25일           |

## 같이 보기
- 조선인민군의 군사 칭호